# Ectropis obliqua
Ectropis obliqua là một loài bướm đêm trong họ Geometridae.